# Búnquers del turó de Sant Joan
Els Búnquers del turó de Sant Joan és una obra de Tarragona inclosa a l'Inventari del Patrimoni Arquitectònic de Catalunya.

## Descripció
Búnquer situat al capdamunt del turó de Sant Joan a la punta de la Mora, les restes d'aquesta construcció defensiva estan envoltades de vegetació al mig de la urbanització Platja de Tamarit dins el terme municipal de Tarragona.
El conjunt està format per dos seccions d'entramats de passadissos i estances subterranis desconnectats. Aquests búnquers allotjaven les bateries que formaven part de la línia defensiva marítima del tarragonès durant la Guerra Civil. Estan construïts amb formigó.